# Dasyvalgus ruficauda
Dasyvalgus ruficauda är en skalbaggsart som beskrevs av Gilbert John Arrow 1944. Dasyvalgus ruficauda ingår i släktet Dasyvalgus och familjen Cetoniidae. Inga underarter finns listade i Catalogue of Life.